# Kurt Rossmanith
Kurt J. Rossmanith (* 22. November 1944 in Raase, Reichsgau Sudetenland) ist ein deutscher Politiker (CSU). 

## Leben und Beruf
Nach der Mittleren Reife an der Staatlichen Realschule Kaufbeuren absolvierte Rossmanith eine Lehre zum Industriekaufmann und leistete anschließend von 1963 bis 1965 seinen Wehrdienst ab. Danach war er bis 1971 als Leiter der Exportabteilung eines Unternehmens tätig und arbeitete nach einer erneuten Ausbildung von 1974 bis 1980 als Berufsberater.
Seit seinem Ausscheiden aus dem Bundestag ist er für eine Unternehmensberatung in Berlin tätig. Er ist Reserveoffizier im Dienstgrad Oberst.
Kurt Rossmanith ist verheiratet und hat vier Kinder aus erster Ehe.

## Politiker
Rossmanith trat 1967 in die CSU ein und gehört dem Vorstand des CSU-Bezirksverbandes Schwaben an.
Er saß von 1978 bis 1999 im Kreistag des Landkreises Ostallgäu und war von 1980 bis 2009 Mitglied des Deutschen Bundestages. Dort arbeitete Rossmanith seit 1994 als Vorsitzender der Parlamentsgruppe Luft- und Raumfahrt und ab 2004 auch als Vorsitzender der Deutsch-Brasilianischen Parlamentariergruppe. Von 1997 bis 1998 war er außerdem Vorsitzender des Verteidigungsausschusses des Bundestages.
In der Diskussion um eine Namensänderung der seinerzeit nach dem Wehrmacht-Generaloberst Eduard Dietl benannten heutigen Allgäu-Kaserne in Füssen in den 1980er/1990er Jahren trat Rossmanith als Gegner der Umbenennung in Erscheinung: „Generaloberst Dietl war und ist für mich auch heute noch Vorbild in menschlichem und soldatischem Handeln.“
Kurt Rossmanith ist stets als direkt gewählter Abgeordneter des Wahlkreises Ostallgäu in den Bundestag eingezogen. Bei der Bundestagswahl 2005 erreichte er 60,9 % der Erststimmen.